# Associazione Calcio Femminile Milan 2004-2005
Questa voce raccoglie le informazioni riguardanti la Associazione Calcio Femminile Milan nelle competizioni ufficiali della stagione 2004-2005.

## Stagione
Nel campionato di Serie A 2004-2005 il club realizza 30 punti, frutto delle 8 vittorie, 6 pareggi e 8 sconfitte, classificandosi al settimo posto, a pari punti con l'Agliana ma che la sopravanza per la migliore differenza reti.
In Coppa Italia raggiunge le semifinali venendo eliminata ai tiri di rigore dal Vigor Senigallia dopo che entrambi gli incontri di andata e di ritorno erano terminati in parità, rispettivamente 1-1 e 2-2.

## Rosa
Rosa aggiornata alla fine della stagione.
| N. |                   | Ruolo | Calciatrice        |
| -- | ----------------- | ----- | ------------------ |
|    | Italia (bandiera) | C     | Ambra Balducci     |
|    | Italia (bandiera) | A     | Maruska Bernardi   |
|    | Italia (bandiera) | D     | Barbara Bruscaini  |
|    | Italia (bandiera) | A     | Alice Lidia Cama   |
|    | Italia (bandiera) | A     | Sonia Cammarata    |
|    | Italia (bandiera) | A     | Silvia Casali      |
|    | Italia (bandiera) | D     | Emanuela Celentano |
|    | Italia (bandiera) | A     | Erica Croce        |
|    | Italia (bandiera) | P     | Anna De Gennaro    |
|    | Italia (bandiera) | D     | Elena Del Gaudio   |
|    | Italia (bandiera) | P     | Monica Di Bernardo |
|    | Italia (bandiera) | C     | Sabrina Ghinazzi   |

| N. |                   | Ruolo | Calciatrice        |
| -- | ----------------- | ----- | ------------------ |
|    | Italia (bandiera) | C     | Valeria Glino      |
|    | Italia (bandiera) | C     | Federica Laddaga   |
|    | Italia (bandiera) | C     | Bianca Maria Lenci |
|    | Italia (bandiera) | A     | Elisa Losco        |
|    | Italia (bandiera) | D     | Tiziana Papalia    |
|    | Italia (bandiera) | D     | Marinella Piolanti |
|    | Italia (bandiera) | C     | Sonia Quitadamo    |
|    | Italia (bandiera) | C     | Valentina Santilli |
|    | Italia (bandiera) | A     | Roberta Ulivi      |
|    | Italia (bandiera) | A     | Maria Iole Volpi   |
|    | Italia (bandiera) | A     | Annalisa Zambetta  |

## Calciomercato

### Sessione estiva
| Acquisti | Acquisti | Acquisti | Acquisti |
| R.       | Nome     | da       | Modalità |
| -------- | -------- | -------- | -------- |
|          |          |          |          |

| Cessioni | Cessioni | Cessioni | Cessioni |
| R.       | Nome     | a        | Modalità |
| -------- | -------- | -------- | -------- |
|          |          |          |          |

## Risultati

### Serie A

#### Girone di andata
| Milano 9 ottobre 2004, ore 15:00 CEST 1ª giornata | ACF Milan | 0 – 0 | Reggiana | Arena Civica |

| Torino 23 ottobre 2004, ore 15:00 CEST 2ª giornata | Torino | 2 – 0 | ACF Milan | Stadio Primo Nebiolo |

| Arbitro: | Brotto (Roma) |

|  |           |           |
|  | Marcatori | 60’ Croce |

| 18 dicembre 2004, ore 14:30 CET 6ª giornata | Vallassinese Holcim | 0 – 2 | ACF Milan |  |

| Arbitro: | Romani (Modena) |

|                        |           |  |
| Zambetta 89’ Ulivi 90’ | Marcatori |  |

| Arbitro: | Colongo (Modena) |

|  |           |                                 |
|  | Marcatori | 20’ Pedersen 50’, 52’, 87’ Tona |

| Arbitro: | Negrelli (Lovere) |

|           |           |  |
| Ulivi 31’ | Marcatori |  |

| Agliana 5 febbraio 2005, ore 14:30 CET 11ª giornata | Agliana | 0 – 1 | ACF Milan | Stadio comunale Germano Bellucci |

#### Girone di ritorno
| Milano 19 marzo 2005, ore 15:00 CET 15ª giornata | ACF Milan | 3 – 1 | Atletico Oristano | Arena Civica |

| Milano 30 aprile 2005, ore 15:00 CEST 17ª giornata | ACF Milan | 0 – 0 | Vallassinese Holcim | Arena Civica |

| Arbitro: | Zambon (Treviso) |

|  |           |           |
|  | Marcatori | 60’ Croce |

| Monza 14 maggio 2005, ore 15:00 CEST 21ª giornata | Fiammamonza       | 0 – 0 referto | ACF Milan | Stadio Gino Alfonso Sada (ca. 200 spett.)\| Arbitro: \| Menicatti (Lecco) \| |
| Arbitro:                                          | Menicatti (Lecco) |               |           |                                                                              |

| Milano 21 maggio 2005, ore 15:00 CEST 22ª giornata | ACF Milan | 0 – 0 | Agliana | Arena Civica |

### Coppa Italia

#### Quarti di finale
| Arbitro: | Misson (Prato) |

|  |           |           |
|  | Marcatori | 47’ Ulivi |

| Triginto, Mediglia 30 marzo 2005, ore 17:00 CEST Ritorno | ACF Milan          | 0 – 0 referto | Reggiana | Campo sportivo comunale\| Arbitro: \| Liturco (Collegno) \| |
| Arbitro:                                                 | Liturco (Collegno) |               |          |                                                             |

#### Semifinali
| 4 maggio 2005, ore 15:00 CEST Andata | ACF Milan | 1 – 1 | Vigor Senigallia |  |

| 11 maggio 2005, ore 15:00 CEST Ritorno | Vigor Senigallia | 2 – 2 | ACF Milan |  |

## Statistiche

### Statistiche di squadra
| Competizione | Punti | In casa | In casa | In casa | In casa | In casa | In casa | In trasferta | In trasferta | In trasferta | In trasferta | In trasferta | In trasferta | Totale | Totale | Totale | Totale | Totale | Totale | DR |
| Competizione | Punti | G       | V       | N       | P       | Gf      | Gs      | G            | V            | N            | P            | Gf           | Gs           | G      | V      | N      | P      | Gf     | Gs     | DR |
| ------------ | ----- | ------- | ------- | ------- | ------- | ------- | ------- | ------------ | ------------ | ------------ | ------------ | ------------ | ------------ | ------ | ------ | ------ | ------ | ------ | ------ | -- |
| Serie A      | 30    | 11      | -       | -       | -       | -       | -       | 11           | -            | -            | -            | -            | -            | 22     | 8      | 6      | 8      | 19     | 28     | -9 |
| Coppa Italia | -     | -       | -       | -       | -       | -       | -       | -            | -            | -            | -            | -            | -            | -      | -      | -      | -      | -      | -      | -  |
| Totale       | -     | -       | -       | -       | -       | -       | -       | -            | -            | -            | -            | -            | -            | -      | -      | -      | -      | -      | -      | -  |

### Andamento in campionato
| Giornata  | 1 | 2 | 3 | 4 | 5 | 6 | 7 | 8 | 9 | 10 | 11 | 12 | 13 | 14 | 15 | 16 | 17 | 18 | 19 | 20 | 21 | 22 |
| --------- | - | - | - | - | - | - | - | - | - | -- | -- | -- | -- | -- | -- | -- | -- | -- | -- | -- | -- | -- |
| Luogo     | C | C | C | T | C | T | C | T | C | T  | C  | T  | T  | T  | C  | T  | C  | T  | C  | T  | C  | T  |
| Risultato | N | P | N | V | N | V | V | P | P | V  | V  | P  | P  | P  | V  | V  | N  | V  | P  | P  | V  | N  |
| Posizione |   |   |   |   |   |   |   |   |   |    |    |    |    |    |    | 6  |    | 5  | 5  |    |    | 7  |

Legenda:

Luogo: C = Casa; T = Trasferta. Risultato: V = Vittoria; N = Pareggio; P = Sconfitta.

### Statistiche delle giocatrici
Presenze e reti.
| Giocatore      | Serie A  | Serie A | Serie A     | Serie A    | Coppa Italia | Coppa Italia | Coppa Italia | Coppa Italia | Totale   | Totale | Totale      | Totale     |
| Giocatore      | Presenze | Reti    | Ammonizioni | Espulsioni | Presenze     | Reti         | Ammonizioni  | Espulsioni   | Presenze | Reti   | Ammonizioni | Espulsioni |
| -------------- | -------- | ------- | ----------- | ---------- | ------------ | ------------ | ------------ | ------------ | -------- | ------ | ----------- | ---------- |
| A. Balducci    | 18       | 0       | 0           | 0          | ?            | ?            | ?            | ?            | 18+      | 0+     | 0+          | 0+         |
| M. Bernardi    | 18       | 1       | 0           | 0          | ?            | ?            | ?            | ?            | 18+      | 1+     | 0+          | 0+         |
| B. Bruscaini   | 13       | 1       | 0           | 0          | ?            | ?            | ?            | ?            | 13+      | 1+     | 0+          | 0+         |
| A.L. Cama      | 10       | 0       | 0           | 0          | ?            | ?            | ?            | ?            | 10+      | 0+     | 0+          | 0+         |
| S. Cammarata   | 1        | 0       | 0           | 0          | ?            | ?            | ?            | ?            | 1+       | 0+     | 0+          | 0+         |
| S. Casali      | 8        | 0       | 0           | 0          | ?            | ?            | ?            | ?            | 8+       | 0+     | 0+          | 0+         |
| E. Celentano   | 20       | 1       | 0           | 0          | ?            | ?            | ?            | ?            | 20+      | 1+     | 0+          | 0+         |
| E. Croce       | 17       | 4       | 0           | 0          | ?            | ?            | ?            | ?            | 17+      | 4+     | 0+          | 0+         |
| A. De Gennaro  | 1        | 0       | 0           | 0          | ?            | ?            | ?            | ?            | 1+       | 0+     | 0+          | 0+         |
| E. Del Gaudio  | 6        | 0       | 0           | 0          | ?            | ?            | ?            | ?            | 6+       | 0+     | 0+          | 0+         |
| M. Di Bernardo | 22       | -28     | 0           | 0          | ?            | ?            | ?            | ?            | 22+      | -28+   | 0+          | 0+         |
| S. Ghinazzi    | 19       | 1       | 0           | 0          | ?            | ?            | ?            | ?            | 19+      | 1+     | 0+          | 0+         |
| V. Glino       | 7        | 0       | 0           | 0          | ?            | ?            | ?            | ?            | 7+       | 0+     | 0+          | 0+         |
| F. Laddaga     | 12       | 2       | 0           | 0          | ?            | ?            | ?            | ?            | 12+      | 2+     | 0+          | 0+         |
| B. M. Lenci    | 2        | 0       | 0           | 0          | ?            | ?            | ?            | ?            | 2+       | 0+     | 0+          | 0+         |
| E. Losco       | 3        | 0       | 0           | 0          | ?            | ?            | ?            | ?            | 3+       | 0+     | 0+          | 0+         |
| T. Papalia     | 1        | 0       | 0           | 0          | ?            | ?            | ?            | ?            | 1+       | 0+     | 0+          | 0+         |
| M. Piolanti    | 22       | 1       | 0           | 0          | ?            | ?            | ?            | ?            | 22+      | 1+     | 0+          | 0+         |
| S. Quitadamo   | 18       | 0       | 0           | 0          | ?            | ?            | ?            | ?            | 18+      | 0+     | 0+          | 0+         |
| V. Santilli    | 2        | 0       | 0           | 0          | ?            | ?            | ?            | ?            | 2+       | 0+     | 0+          | 0+         |
| R. Ulivi       | 22       | 2       | 0           | 0          | ?            | ?            | ?            | ?            | 22+      | 2+     | 0+          | 0+         |
| M. I. Volpi    | 22       | 1       | 0           | 0          | ?            | ?            | ?            | ?            | 22+      | 1+     | 0+          | 0+         |
| A. Zambetta    | 21       | 2       | 0           | 0          | ?            | ?            | ?            | ?            | 21+      | 2+     | 0+          | 0+         |